# Лацкович-Кроата, Иван
Иван Лацкович-Кроата (хорв. Ivan Lacković Croata; 1 января 1932[…], Батинске — 29 августа 2004[…], Загреб) — хорватский живописец, работавший в жанре наив.

## Биография
Лацкович-Кроата родился в крестьянской семье в селе Батинске рядом с Калиновацом. Окончив начальное образование, разнорабочим в полях и лесах. Этот художник-самоучка выполнил свои первые акварели, изображающие деревенскую жизнь, в 1944 году. Свои первые рисунки он нарисовал в 1952 году.
В 1954 году Лацкович-Кроата переехал в Клоштар-Подравски. Он провёл там три года, сочиняя свои первые масляные картины. Потом переехал в Загреб, где работал почтальоном и работником почты. В 1962 году он познакомился с Крсто Хегедушичем и время от времени работал в его мастерской. Его первая персональная выставка в Кабинете графики HAZU в 1964 году закрепила за ним репутацию искусного рисовальщика. Он оставил работу на почте в 1968 году и стал профессиональным художником.
Он писал поэтические сцены из родного региона Подравины темпером и маслом на стекле (традиционная техника наивных художников из северной Хорватии), всё чаще обращаясь к технике рисования. В его ранних работах преобладают детализированные зимние сцены. В 1970-х он обратился к аллегории, символизму и фантастике. Атмосфера его картин лирическая и сюрреалистическая.
Чаще рисовал пейзажи, образные композиции, цветы и натюрморты. Портреты встречаются очень редко. Он проиллюстрировал множество книг прозы и поэзии.
У Лацкович-Кроата было более сотни единоличных выставок в стране и за рубежом (Кёльн, Цюрих, Париж, Бремен, Лаваль, Мюнстер, Турин, Рим, Каракас, Милан, Гаага, Сан-Паулу, Шанхай, Пекин, Токио, Мадрид, Санкт-Петербург). Его работы выставляются в музеях мира: Хорватском музее наивного искусства в Загребе, Музее современного искусства Университета Сан-Паулу в Сан-Паулу, Музее Метрополитен в Маниле, Музее Анри Руссо в Лавале, Музее Сетагайя в Токио, Музей искусств в Институте Карнеги, Библиотеке Апостолика Ватикана в Ватиканеи т.д.. Он создал театральные декорации для HNK в Загребе и Stadtopernhaus в Граце.
Являлся одним из основателей Хорватского демократического союза. Его дважды выбирали членом уездной палаты хорватского парламента.
В 1990-х он создал серию рисунков о человеческих страданиях в хорватской войне за независимость. Умер в Загребе в 2004 году.